# النبعة (عين العرب)
النبعة قرية سوريّة تتبع إداريّاً لمحافظة حلب منطقة عين العرب ناحية مركز عين العرب، بلغ تعداد سكانها 466 نسمة حسب التعداد السكاني لعام 2004.